# STS-46
STS-46 — космический полёт MTKK «Атлантис» по программе «Спейс Шаттл» (49-й полёт программы, 12-й полёт для «Атлантиса»).

## Экипаж
- (НАСА): Лорен Шрайвер (3)[2] — командир;
- (НАСА): Эндрю Аллен (1) — пилот;
- (НАСА): Джеффри Хоффман (3) — специалист полёта-1;
- (НАСА): Франклин Чанг-Диаc (3) — специалист полёта-2;
- (ЕКА): Клод Николье (1) — специалист полёта-3;
- (НАСА): Марша Айвинс (2) — специалист полёта-4;
- (ASI): Франко Малерба (1) — специалист по полезной нагрузке.

Решение о полёте первого итальянского астронавта в космос было объявлено в Риме 9 августа 1991 года. Специальная комиссия отобрала тогда двух претендентов: учёного-физика Умберто Гуидони и электроника Франко Малерба.

## Параметры полёта
- Масса при старте — 94 676 кг;
  - Грузоподъёмность — 12 164 кг;
- Наклонение орбиты — 28,5°;
- Период обращения — 93,2 мин;
- Перигей — 425 км;
- Апогей — 437 км.

## Особенности миссии
Основными задачами миссии STS-46 были выполнение экспериментов по программе EURECA (ЕКА) и привязного спутника TSS (совместная программа НАСА и Итальянского космического агентства).
Европейский возвращаемый спутник EURECA (EURECA-1L) является автономной экспериментальной платформой (массой 4 500 кг), на которой размещены 15 установок для проведения более 50 экспериментов (установлены биологические образцы, оборудование для выращивания кристаллов, приборы для наблюдения за солнечным и космическим излучением, детекторы космической пыли, телескоп рентгеновского и гамма-диапазона, и другие).
Согласно совместным исследованиям НАСА и Итальянского космического агентства, было подтверждено, что TSS является уникальным носителем экспериментальной аппаратуры, базирующегося на шаттле. Привязной спутник может доставить аппаратуру в труднодоступные области атмосферы Земли, расположенные выше высот полета аэростатных зондов, но ниже области устойчивого полёта спутников. Сам спутник состоит из системы развёртывания (трос длиной 21,68 км) и сферического спутника (диаметр 1,5 м при массе 516,6 кг), который имеет служебный модуль, обеспечивающий электропитание, телеметрию, навигацию и обработку данных, двигательную установку и несколько научных приборов.
Однако, в ходе миссии не удалось осуществить полное развёртывание TSS из-за механической неисправности системы развёртывания. Было достигнуто максимальное расстояние только 260 метров вместо запланированных 20 километров из-за застрявшей троса линии. В течение нескольких дней были предприняты попытки чтобы освободить трос, в дальнейшем операции по TSS были свернуты, и спутник был возвращен в грузовой отсек шаттла. Этот эксперимент будет повторен в 1996 году на STS-75.
Всего совместная программа США и Италии обошлась в 379 миллионов $ (188 миллионов из который пришлось на долю НАСА).

## Эмблема
На эмблеме миссии STS-46, представленной в форме шара-баллона, изображён шаттл «Атлантис» на орбите Земли в окружении своих полезных нагрузок: европейского возвращаемого спутника EURECA (причём спутник изображён в рабочем состоянии: антенны и солнечные батареи раскрыты) и привязного спутника TSS, который связан с орбитальным кораблём многокилометровым тросом. Пурпурный луч, исходящий из электронного генератора в отсеке полезной нагрузки, спирально завивается вверх, к магнитному полю Земли. На эмблеме размещены флаги участников проекта: США, Италия и эмблема Европейского космического агентства между ними (на поверхности земного шара так же видны очертания европейского и американского континентов).